# Вільям Фіцджеральд, 13-й граф Кілдер

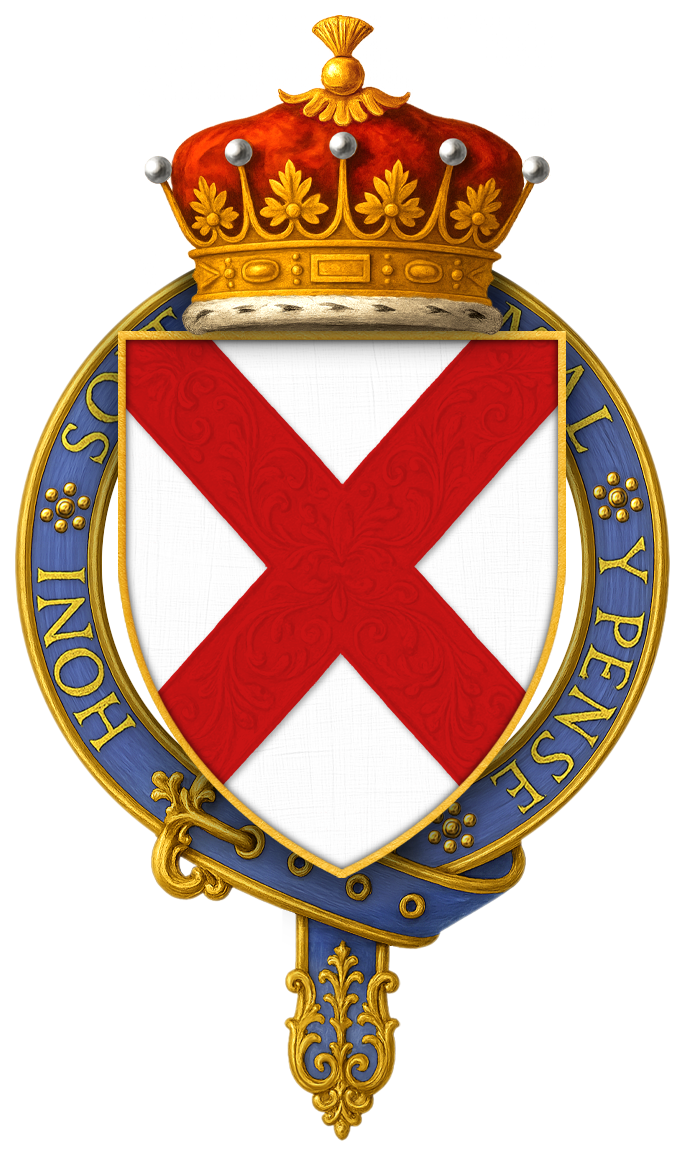
Герб Вільяма ФітцДжеральда — ХІІІ графа Кілдер.

Вільям Фітцджеральд (англ. William FitzGerald, 13th Earl of Kildare; біля 1563 — березень 1599) — ХІІІ граф Кілдер — ірландський аристократ, лорд, барон, граф, пер Ірландії.

## Життєпис
Вільям ФітцДжеральд був сином Джеральда ФітцДжеральда — ХІ графа Кілдер та Мейбл Браун. Він був братом Генрі ФітцДжеральда — ХІІ графа Кілдер. 1 серпня 1597 року Вільям успадкував від свого покійного брата титули лорд Оффалі, ІІІ барон Оффалі, ХІІІ граф Кілдер.
У 1599 році він був з візитом в Англії, повертався в Ірландію з метою супроводжувати Роберта Деверо — ІІ графа Ессекс у військовому поході проти ірландського ватажка і борця за незалежність Ірландії Х'ю О'Ніла — графа Тірона під час так званої Дев'ятирічної війни в Ірландії (1595—1604). Але він не доплив до мети своєї подорожі — корабель потонув в Ірландському морі. Він загинув разом з «вісімнадцятьма вождями ірландських кланів з Міт та Фінгалл» як писали про це тогочасні хроніки.